# John Henrik Clarke
John Henrik Clarke [jon hen·ruhk klaak] rojen kot John Henry Clark, afroameriški zgodovinar, * 1. januar 1915, Union Springs, Bullock County, Alabama, ZDA, † 16. julij 1998, Manhattan, New York. 
Bil je pionir panafriških in črnskih študij v 1960. letih.

## Življenje
John Henrik Clarke se je rodil 1. januarja 1915 v mestu Union Springs, ki se nahaja v zvezni državi Alabama na jugovzhodu ZDA. Bil je najmlajši sin Johna Clarka in Willie Ella Clark. Zaradi želje po pridobitvi denarja za zakup zemlje so se kmalu po njegovem rojstvu preselili v industrijsko mesto v Georgiji. Leta 1933 se je preselil v Manhattan kot del množičnega preseljevanja Afroameričanov iz podeželjskih južnih držav na urbani severozahod tudi imenovanega Velika Migracija. Tam je večino svojega časa namenil aktivizmu in šoli. Pridružil se je študijskim krožkom, kot sta Harlem History Club in Harlem Writers' Workshop. Izobraževanje je začel na Univerzi v New Yorku in nadaljeval na Univerzi Kolumbija, vendar nikoli ni dokončal šolanja. V mladosti si je spremenil ime v John Henrik (po norveškem dramatiku Henriku Ibsnu). Zunajšolsko znanje je pridobil od Arthurja Alfonsa Schomburga. Poročil se je trikrat. V prvem zakonu je dobil hčerko Lillie, ki pa je že pokojna. V drugem zakonu je dobil hčerko Nzingho Marie in sina Sonni Kojo. Njegova zadnja zveza je bila s Sybil Williams. Umrl je 16. julija 1998 na Manhattanu, New York. Pokopan je v Georgiji.

## Kariera
Med Drugo svetovno vojno se je pridružil ameriškim zračnim silam, kjer je služil kot podčastnik. Kasneje je postal urednik časopisa Negro History Bulletin in pomočnik urednika revije Freedomways. Clarke je pridobil javno prepoznavnost v času gibanja Black Power, ki se je v šestdesetih letih 20. stoletja, zavzemalo za pravice temnopoltih. Leta 1968 je ustanovil Združenje za študije afriške dediščine, oziroma ASHA, katerega glavni cilj je objavljanje visokokakovostnih raziskav o težavah povezanih z Afriko. Od 1969 do 1986 je poučeval na Hunter Collegeu. Hkrati je poučeval afriško zgodovino na Univerzi Cornell. Ko je bil star 78 let mu je Pacific Western University podelil častni doktorat. Bil je ključna osebnost pri razvoju smeri, ki se ukvarja z afriško zgodovino. Njegova dela nam omogočijo nov vpogled v razmišljanja, navade in kulturo Afričanov. Javni seminarji in predavanja, ki jih je organiziral večkrat letno, so imeli velik vpliv na kasnejša dela njegovih učencev. Eden od njegovih najbolj znanih učencev je bil Kwame Nkrumah, kasnejši predsednik Gane. Clarke je zagovarjal pomembnost izobraženosti ljudi, ne glede na njihovo raso, religijo oziroma etnično pripadnost. Njegov pogled na religijo je bil v tistem času skrajno radikalen. Krščanstvo in islam naj bi bila le orodje evropskega in arabskega imperializma, Sprejetje judovstva pa naj bi vsiljevali le ljudem, od katerih naj bi imeli kapitalisti in zahodni svet prednosti. Menil, da te tri glavne svetovne religije negativno vplivajo na razvoj Afrike in zagovarjajo njeno segregacijo.

## Dela
Bil je tudi urednik in pisatelj mnogih del. Največ kritik je poželo delo Williama Styrona - Nat Turner: odziv desetih temnopoltih pisateljev. Predstavlja odziv desetih afroameričanskih avtorjev na roman Izpovedi Nata Turnerja. V njem je jasno razvidno njihovo nestrinjanje z belgijskim pisateljem in njegovim pogledom na suženjski upor v Virginiji. Zelo znani sta tudi njegovi deli Deček, ki je Krstusa pobarval v črno (The Boy Who Painted Christ Black), katerega osrednja tema sta rasizem in diskriminacija, ter Krištof Kolumb in Afriški holokavst: suženjstvo in vzpon Evropskega kapitalizma (Christopher Columbus and the Afrikan holocaust: slavery and the rise of European capitalism). V delu je prikazan pomen trgovine s sužnji in njena povezanost z evropskimi imperialističnimi silami ter afriškimi imperiji.

### Kratke zgodbe[3]
- "On the Other Side: A Story of the Color Line," Opportunity: A Journal of Negro Life, Vol. 17, No. 9 (September, 1939): 269-270.
- "Return to the Inn," The Crisis , Vol. 48, No. 9 (September 1941), pp. 288+,
- "Santa Claus is a White Man: A Story of the Color Line," Opportunity: A Journal of Negro Life, Vol. 17, No. 12 (December, 1939), pp. 365–367.

### Daljša dela[3]
- Cheikh Anta Diop And the New Light on African History (1974)
- A New Approach to African History,
- Rebellion in Rhyme: The Early Poetry of John Henrik Clarke.